# Karl Steinbuch
Karl W. Steinbuch, född 15 juni 1917 i Stuttgart-Cannstatt, död 4 juni 2005 i Ettlingen, var en tysk cybernetiker, elektroingenjör, informationsteoretiker och författare inom Neue Rechte.
Steinbuch var pionjär inom maskininlärning, artificiella neuronnät, artificiell intelligens och cybernetik. Han myntade begreppen "informatik" och "cybernetisk antropologi".
Från slutet av 1960-talet började hans politiska aktivitet ha större betydelse än hans vetenskapliga arbete.